# Argas keiransi
Argas keiransi är en fästingart som beskrevs av Estrada-Peña, Venzal och González-Acuña 2003. Argas keiransi ingår i släktet Argas och familjen mjuka fästingar. Inga underarter finns listade i Catalogue of Life.